# ألاقية
ألاقية هي قرية في مقاطعة هشترود، إيران. عدد سكان هذه القرية هو 508 في سنة 2006.